# Olga Graf
Olga Borisovna Graf (ryska: Ольга Борисовна Граф), född 15 juli 1983, är en rysk skridskoåkare.
Graf är specialiserad på långdistanserna 3000 meter och 5000 meter.
I februari 2014 erhöll hon Fäderneslandets förtjänstordens medalj av första klassen.